# Степове (Борівська селищна громада)
Степове — село в Україні, у Борівській селищній громаді Ізюмського району Харківської області. Населення становить 121 осіб[джерело?]. До 2020 орган місцевого самоврядування — Чернещинська сільська рада.

## Географія
Село Степове знаходиться між селами Чернещина і Червоний Став на відстані близько 1 км.

## Історія
1918 — дата заснування.
До 2016 року село носило назву Пролетарське.
12 червня 2020 року, відповідно до Розпорядження Кабінету Міністрів України № 725-р «Про визначення адміністративних центрів та затвердження територій територіальних громад Харківської області», увійшло до складу Борівської селищної громади.
19 липня 2020 року, в результаті адміністративно-територіальної реформи та ліквідації Борівського району, увійшло до складу Ізюмського району Харківської області.

## Населення

### Мова
Розподіл населення за рідною мовою за даними перепису 2001 року:
| Мова            | Кількість | Відсоток |
| --------------- | --------- | -------- |
| українська      | 108       | 89.26%   |
| російська       | 12        | 9.91%    |
| інші/не вказали | 1         | 0.83%    |
| Усього          | 625       | 100%     |

## Економіка
В селі є молочно-товарна ферма.